# 种子基金
种子基金，係指专门投资于创业企业研究与发展阶段的投资基金。新兴的高技术企业需要经历一个探索与创业的艰难过程。在这个过程的初期，即研究与发展阶段，高科技专业人才与风险投资者相结合，共同参与创业。这时需确定技术和商业方面的可能性，进行市场研究，制定经营计划。当创业企业成长起来之后，种子基金便退出，投资于其他新的对象。種子基金來源包括來自親人、朋友、天使投資、和群眾募資，亦能來自於政府資金 。